# Белозерские (дворянский род)
Белозе́рские (пол. Biełozierski) — дворянский род.
Потомство Василия Иосифовича Белозерского, полкового хоружего (1784).

## Описание герба
В серебряном волнообразно пересечённом щите девять лазоревых рыб, плывущих диагонально в три ряда. В червлёной главе щита серебряный с золотой рукоятью тесак.
Щит увенчан дворянским коронованным шлемом. Нашлемник: возникающий малороссийский казак в своём одеянии, держащий в правой руке серебряную с золотою рукоятью саблю. Намёт: справа — лазоревый с серебром, слева — червлёный с серебром. Девиз: «Долгъ воина — отвага», серебряными буквами на лазоревой ленте. Герб Белозерских внесён в часть 18 Общего гербовника дворянских родов Всероссийской империи, страница 66.